# Northfield (New Hampshire)
Northfield – miasto w Stanach Zjednoczonych, w stanie New Hampshire, w hrabstwie Merrimack.